# Hứa Vĩnh Dược
Hứa Vĩnh Dược (giản thể: 许永跃; phồn thể: 許永躍; bính âm: Xǔ Yǒngyuè; sinh tháng 7 năm 1942) là một chính khách Trung Quốc, từng là Ủy viên Ủy ban Trung ương Đảng Cộng sản Trung Quốc khóa 16 nhiệm kỳ từ năm 2002 đến năm 2007, Bộ trưởng Bộ An ninh Cộng hòa Nhân dân Trung Hoa từ năm 1998 đến năm 2007.

## Tiểu sử
Hứa Vĩnh Dược sinh tháng 7 năm 1942, tại huyện Trấn Bình, thành phố Nam Dương, tỉnh Hà Nam, ông tốt nghiệp Trường Công an Nhân dân Bắc Kinh và gia nhập Đảng Cộng sản Trung Quốc (CPC) năm 1972.
Ông từng có một thời gian khá dài làm thư ký cho nguyên lão Trần Vân từ năm 1983 đến năm 1992. Năm 1992, ông được cử làm Bí thư Ủy ban Chính pháp tỉnh Hà Bắc, đến năm 1995, ông được bổ nhiệm giữ chức Phó Bí thư Tỉnh ủy Hà Bắc.
Tháng 3 năm 1998, ông được Quốc hội Trung Quốc bầu giữ chức Bộ trưởng Bộ An ninh Quốc gia và giữ chức vụ này đến năm 2007.
Hứa Vĩnh Dược là Ủy viên Dự khuyết Ủy ban Trung ương Đảng Cộng sản Trung Quốc khóa 15 và là Ủy viên chính thức Ủy ban Trung ương Đảng khóa 16.